# Smeringochernes plurisetosus
Smeringochernes plurisetosus är en spindeldjursart som beskrevs av Beier 1966. Smeringochernes plurisetosus ingår i släktet Smeringochernes och familjen blindklokrypare. Inga underarter finns listade i Catalogue of Life.